# Bruit de mer zéro

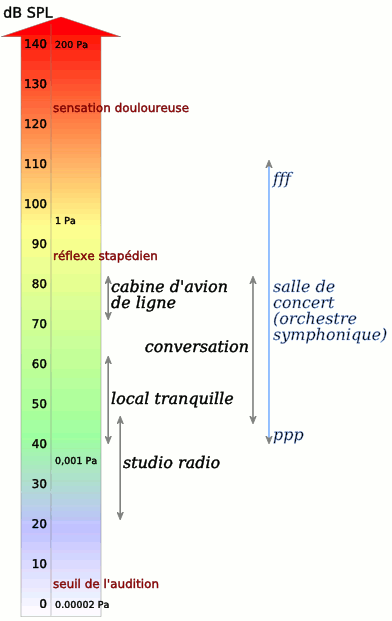
Échelle des niveaux sonores, voir décibel (bruit), avec seuil d'apparition du « réflexe stapédien » et de la douleur.

Dans le domaine de l'acoustique environnementale et de l'acoustique sous-marine, le « bruit de mer zéro » (DSSZ ou Deep Sea State Zero pour les anglophones), est le niveau de bruit le plus bas supposé exister sur la planète ; il correspond au niveau de silence qui règne à très grande profondeur dans une zone calme de l'océan profond ; c'est la référence zéro de l'échelle de bruit pour la planète, ainsi que le niveau sonore le plus bas sur l’échelle de Knudsen/Wenz.
Il n'existe aucun lieu sur terre toujours parfaitement silencieux, en raison des bruits internes générés par la planète, craquements d'origines sismiques notamment.

## Mesure
Ce niveau zéro est aujourd'hui détecté par les hydrophones les plus sensibles, qui utilisent un capteur à fibre optique (CFO) incluant un laser, une fibre optique microstructurée (plutôt que les traditionnels hydrophones piézoélectriques) et un capteur optique,.
La densité spectrale en pression acoustique correspondant à ce niveau DSS0 est analytiquement exprimée par l'équation : 44,5 - 17 log10(f).